# Rhizoecus campestris
Rhizoecus campestris är en insektsart som beskrevs av Hambleton 1946. Rhizoecus campestris ingår i släktet Rhizoecus och familjen ullsköldlöss. Inga underarter finns listade i Catalogue of Life.